# Megaforce Records
Megaforce Records — американский лейбл звукозаписи, основанный Джоном Зазула и его женой Маршей. Больше всего известный благодаря выпуску дебютного альбома группы Metallica под названием Kill 'Em All, Megaforce Records вывел многих малоизвестных исполнителей трэш-метала на большую сцену. 'Джонни Z' (как он предпочитает называться) — легендарная личность на метал-сцене Восточного побережья и поныне.
В самом начале 80-х Джонни Z и Marsha завоевали широкую известность, открыв магазин по продаже андеграунд-записей, специализировавшийся на импорте редких и малоизвестных метал-записей. Однажды Джонни Z обнаружил у себя увлечённость тем, что впоследствии навсегда изменит все направление метал-музыки. Это была демозапись на кассете местной группы, известной как «Metallica». Джонни Z был потрясён и сразу нашёл номер телефона, указанный на обложке кассеты. Он позвонил и оставил сообщение, а позднее ночью ему перезвонил ударник группы Ларс Ульрих. Джонни Z в то время организовывал большое число метал-концертов в области Нью-Йорка / Нью-Джерси, и решил продвигать группу на Восточном побережье.
Megaforce Records появился в 1982 году в доме одной семьи, расположенном в пригороде Олд-Бридж, Нью-Джерси. Этот дом в то время служил одновременно и студией звукозаписи, и временным пристанищем для любой группы района. Джон и Марша принимали активное участие в становлении таких треш-метал групп как Anthrax, King’s X, Merciful Fate, Ministry, Overkill, S.O.D. и Testament. Джон и Марша ушли из компании в 2001 году и продолжили свою деятельность в независимом бизнесе.
Megaforce Records осуществляет дистрибуцию в США через Sony Music Entertainment/RED Distribution. MRI — родственная компания-дистрибьютор, занимающаяся выпуском записей разнообразных исполнителей, как например, «The Verve», «Willie Nelson», «Andrew Bird», «Third Eye Blind» и множество других, включая небольшую группу из Фредрик-Колорадо под названием «Lost Point». Кайл Саттон, ведущий гитарист группы и по совместительству её лидер, утверждал, что весьма польщён представившейся возможностью.

## Список (нынешние и бывшие исполнители)

### Исполнители, играющие метал
- Anthrax
- Bad Brains
- Frehley’s Comet
- Clutch
- Danzig
- Exciter
- Fozzy
- King's X
- Living Colour
- Lost Point
- Mercyful Fate
- Metallica
- Ministry
- M.O.D.
- Mushroomhead
- Overkill
- Skatenigs
- Stormtroopers of Death
- Testament
- Ugly Kid Joe

### Исполнители, не играющие метал
- Asleep at the Wheel
- Black Crowes
- Disco Biscuits
- Warren Haynes
- Less Than Jake
- Meat Puppets
- Rose Hill Drive
- Third Eye Blind
- Wellwater Conspiracy